# Елизабета Висконти
Елизабета Висконти (на италиански: Elisabetta Visconti; * 1374, Милано, Сеньория Милано; † 2 февруари 1432, Мюнхен, Херцогство Бавария-Мюнхен) от род Висконти, е чрез женитба херцогиня на Бавария-Мюнхен (1397 – 1432).

## Произход
Тя е дъщеря на Бернабо Висконти (* 1323, † 1385), владетел на Милано, и на съпругата му Беатриче Реджина дела Скала (* 1331, † 1384). Нейни дядо и баба по бащина линия са Стефано Висконти, господар на Милано, и Валентина Дория, а по майчина – Мастино II дела Скала и Тадеа да Карара. Има пет братя и девет сестри:
- Тадеа (* 1351, † 1381), херцогиня на Бавария като съпруга на Стефан III и майка на кралицата на Франция Изабела Баварска
- Верде (* 1352, † 1414), херцогиня на Австрия като съпруга на Леополд III
- Марко (* 1355, † 1382), господар на Парма (1364 – 1382), съпруг на Елизабета Баварска
- Лудовико (* 1355, † 1404), управител и господар на Лоди (1379 – 1385), и управител и господар на Парма (1385 – 1404), съпруг на Виоланта Висконти
- Валентина (* 1367, † 1393), кралица на Кипър и титулярна кралица на Йерусалим като съпруга на Петър II
- Родолфо (* 1358, † 1389), господар на Парма (1364 – 1389)
- Карло (* 1359, † 1403), господар на Парма (1364 г.), съпруг на Беатрис д’Арманяк
- Антония (* 1364, † 1405), графиня на Вюртемберг като съпруга на Еберхард III
- Катерина (* 1362, † 1404), последна господарка на Милано (1385 – 1395 и първа херцогиня на Милано (1395 – 1402) като съпруга на братовчед си Джан Галеацо Висконти
- Аниезе (* 1363, † 1391), графиня на Мантуа като съпруга на Франческо I Гондзага
- Мадалена (* 1366, † 1404), херцогиня на Бавария (1381 – 1393) и на Бавария-Ландсхут (от 1392 г.) като съпруга на Фридрих Мъдри
- Джанмастино (* 1370, † 1405), господар на Бергамо и на Джера д'Ада, съпруг на Клеофа дела Скала
- Лучия (* 1372, † 1424), маркграфиня на Майсен като съпруга на Фридрих V фон Тюринген и графиня на Кент като съпруга на Едмънд Холанд
- Англезия (* 1377, † 1439), кралица на Кипър, Йерусалим и Армения (ок. 1401 – 1408) като съпруга на Янус дьо Лузинян

Има и има шестима полубратя и девет полусестри от извънбрачни връзки на баща ѝ с пет жени.

## Биография

### Брачни преговори и брак
Баща ѝ непрекъснато води войни с Папската държава (той е отлъчен от Църквата) и е безмилостен тиранин. През 1385 г. е свален от племенника си Джан Галеацо Висконти и по-късно отровен в замъка на Трецо.
През 1378 г. за първи път е обещана за съпруга от баща си Бернабо на Ацо – първороден син и наследник на братовчед ѝ Джан Галеацо Висконти и на първата му съпруга Изабела Валоа, но младежът умира през 1380 г.
През 1393 г. Йохан II Баварски започва брачни преговори между сина си и Елизабета и на 23 септември назначава херцогския секретар и капелан Джовани Пакинар за представител на него и на сина му Ернст. Предварителните условия на договора са съставени на 16 октомври 1393 г. и предвиждат зестра от 75 000 флорина. Зестрата на Елизабета е малко по-ниска от тази на нейните сестри и допринася за допълнително намаляване на баварските дългове.
Сватбата между Елизабета и херцог Ернст фон Байерн (* 1373; † 2 юли 1438, Мюнхен) от род Вителсбахи се състои през декември 1393 г. в Павия в присъствието на Никола Палавичино, Антонио Поро, Бертрандо Роси, Якопо дал Верме, Гулиелмо Бевилакуа, Андреацо Кавалкабо и Франческо Барбавара или на 26 януари 1395 г. в Пфафенхофен на Илм. Елизабета заминава за Бавария през януари 1395 г. Заради народни вълнения двойката живее само година и половина в Мюнхен и пребивава от 24 декември 1397 до юни 1403 г. във Волфратсхаузен.

### Херцогиня на Бавария-Мюнхен
След смъртта на тъста си през 1397 г. Елизабета става херцогиня на Бавария. Тя се ангажира със строителните работи на много места, които са ѝ подчинени, кара да ремонтират Стария замък в Оделцаузен и предпочита да остане там през последните години от живота си.
Умира в Оделзхаузен или Мюнхен на 2 февруари 1432 г. Гробът ѝ заедно с този на съпруга ѝ се намира в криптата на Мюнхенската катедрала „Фрауенкирхе“.

## Брак и потомство
∞ декември 1393 в Павия за Ернст фон Байерн (* 1373; † 2 юли 1438, Мюнхен) от рода Вителсбахи, херцог на Бавария-Мюнхен от 1397 до 1438 г., от когото има един син и три дъщери:
- Албрехт III фон Байерн (* 23 март 1401, Волфратсхаузен[5] или Мюнхен[6]; † 27 или 29 февруари 1460, Мюнхен, погребан в Андекс), херцог на Бавария-Мюнхен, ∞ 1. (?) за Агнес Бернауер (* 1410, † 1435), бездетен 2. 1437 за Анна фон Брауншвайг-Грубенхаген (* 1420, † 1474), дъщеря на херцог Ерих I фон Брауншвайг-Грубенхауген, от която има седем сина и три дъщери.
- Беатрикс Баварска (* 1403; † 12 март 1447, Ноймаркт, погребана в Гнаденберг), чрез брак графиня на Цили и пфалцграфиня на Пфалц-Ноймаркт; ∞ 1. 31 май 1424 в Ортенбург за Херман III фон Цили (* 1380, † 30 юли 1426), граф на Цили, бездетна 2. 7 септември 1428 в Риденбург за Йохан (* ок. 1383, † 13 март 1443), пфалцграф на Пфалц-Ноймаркт
- Елизабет Баварска (* 1406; † 5 март 1468, Хайделберг, погребана в манастир Хьонинген), чрез брак графиня на Юлих-Берг и графиня на Лайнинген; ∞ 1. 14 февруари 1430 в Майнц за Адолф II (* 1370, † 14 юли 1437), граф на Юлих-Берг, от когото няма деца 2. 4 октомври 1440 във Вормс за Хесо фон Лайнинген-Дагсбург († 8 март 1467), граф на Лайнинген, от когото няма деца.
- Амалия фон Байерн (* 1408, † 1432), монахиня в Мюнхен.